# Albi di Morgan Lost - Scream Novels
Albi del fumetto Morgan Lost - Scream Novels pubblicati nel 2021.
| Nr | Titolo                   | Data pubblicazione | Soggetto            | Sceneggiatura       | Disegni                        | Copertina           |
| -- | ------------------------ | ------------------ | ------------------- | ------------------- | ------------------------------ | ------------------- |
| 1  | Il silenzio della neve   | luglio 2021        | Claudio Chiaverotti | Claudio Chiaverotti | Giovanni Talami - Lola Airaghi | Fabrizio De Tommaso |
| 2  | La notte degli Stranieri | agosto 2021        | Claudio Chiaverotti | Claudio Chiaverotti | Luca Maresca                   | Fabrizio De Tommaso |
| 3  | Gli inganni della Luna   | settembre 2021     | Claudio Chiaverotti | Claudio Chiaverotti | Matteo Mosca                   | Fabrizio De Tommaso |
| 4  | La donna che sorride     | ottobre 2021       | Claudio Chiaverotti | Claudio Chiaverotti | Matteo Mosca                   | Fabrizio De Tommaso |
| 5  | Il Re delle mosche       | novembre 2021      | Claudio Chiaverotti | Claudio Chiaverotti | Nicolò Assirelli               | Fabrizio De Tommaso |
| 6  | La paziente 71           | dicembre 2021      | Claudio Chiaverotti | Claudio Chiaverotti | Luca Maresca                   | Fabrizio De Tommaso |

## Il silenzio della neve
In una New Heliopolis chiusa in un rigidissimo lockdown a causa di una pandemia, un serial killer approfitta della situazione per entrare in casa di giovani donne spacciandosi un operatore sanitario per poi ucciderle inchiodandole alle cornici delle finestre come se fossero delle opere d'arte. Nonostante l'impossibilità di uscire di casa, Morgan Lost decide comunque di indagare sul caso chiedendo l'aiuto di Regina e Pandora. Nel frattempo il suo caro amico Fitz viene ricoverato in ospedale in grave condizioni dopo aver contratto la malattia dovuta al virus.

## La notte degli Stranieri
Il presidente degli Stati Uniti, una persona mentalmente disturbata, utilizza gli Strangers per le missioni più pericolose. Questi sono un gruppo di quattro eroi senza superpoteri, ma con capacità straordinarie: agilità, forza, intelligenza e uso delle armi. Quando un serial killer si mette sulle loro tracce deciso ad eliminarli tutti, contattano Morgan Lost per tracciare un profilo psicologico dell'uomo e aiutarli a catturarlo.

## Gli inganni della Luna
Morgan Lost conosce Moon, una strana ragazza di cui si innamora quasi subito che vive col padre malato. Tra i due comincia quindi una relazione che li avvicina sempre più. Nel frattempo nello stesso quartiere in cui vive la ragazza inizia a colpire un serial killer che dagli indizi sembra avere un profilo corrispondente proprio a Moon. Morgan è quindi suo malgrado costretto a verificare se il serial killer sia effettivamente la sua amata. Nel frattempo Abel Krieger cerca di riportare in vita lo spirito di Wallendream.

## La donna che sorride
A New Heliopolis una nuova serial killer uccide donne dopo averle fatte travestire da uomo. Morgan Lost si mette sulle sue tracce, tracciando un profilo assieme a Pandora. A Vinci, un piccolo paese della Toscana, verso gli inizi del quindicesimo secolo Leonardo da Vinci uccide la nobildonna Ludovica Bianca Sforza per poter completare il suo dipinto intitolato Monna Lisa. Un uomo di nome Morgan Lost si mette sulle sue tracce. 

## Il Re delle mosche
Un nuovo serial killer si presenta a New Heliopolis, il suo tratto distintivio è di lasciare tra i denti delle sue vittime fotografie in bianco e nero di donne sconosciute. Il killer inoltre indossa una maschera da maiale cucita con pezzi di tela rattoppati, come il Re delle mosche di una storia tradizionale dei Balcani, un essere il suo corpo è costituito da insetti. Morgan Lost si mette sulle sue tracce, aiutato da Igraine che si reca a Belgrado per condurre indagini in parallelo.

## La paziente 71
Wallendream, nel suo nuovo corpo, si reca al Sigmund Freud Institute per rapire la paziente 71, una ragazza che risiede lì fin da bambina, quando venne salvata da Morgan Lost da un uomo che voleva abusare di lei. A causa dello shock la ragazza non parla e negli anni non è stata trovata nessuna informazione utile per capire chi sia. Morgan ritiene che Wallendream l'abbia rapita per colpire lui, scoprendo inoltre che la dottoressa che seguiva la paziente è morta tre anni prima in circostanze sospette e anche la Sezione 5, degli agenti che lavorano direttamente per il Direttore del Tempio della Burocrazia, è alla ricerca della ragazza.